# 丹尼爾·祖希特
丹尼爾·祖希特（英語：Daniel Truhitte，1943年9月10日—），生於加利福尼亞州，是名美國演員，他最有名的角色是在電影《真善美》中飾演羅夫。
他的兒子湯瑪斯·羅夫·祖希特（Thomas Rolf Truhitte），是名美國歌劇歌手。

## 外部連結
- 丹尼爾·祖希特在互联网电影资料库（IMDb）上的資料（英文）
- 丹尼爾·祖希特的網站